# Resolutie 2224 Veiligheidsraad Verenigde Naties
Resolutie 2224 van de Veiligheidsraad van de Verenigde Naties werd op 9 juni 2015 met unanimiteit aangenomen door de VN-Veiligheidsraad en verlengde het mandaat van het expertenpanel dat mee toezag op de sancties tegen Iran verder met een jaar, terwijl de onderhandelingen tussen Iran en de P5+1 verdergingen.

## Achtergrond
Irans nucleaire programma werd reeds in de jaren 1950 en met Amerikaanse ondersteuning op touw gezet om kernenergie voort te brengen. Na de Iraanse Revolutie in 1979 lag het kernprogramma stil. Eind jaren 1980 werd het hervat, deze keer zonder westerse steun maar met medewerking van Rusland en China. Er rees echter internationale bezorgdheid dat het land ook de ambitie had om kernwapens te ontwikkelen.

## Inhoud
Het mandaat van het expertenpanel zoals gespecificeerd in resolutie 1929 uit 2010 werd verlengd tot 9 juli 2016. Opnieuw werd het panel gevraagd binnen een maand een werkprogramma in te dienen en werden landen en andere betrokkenen om medewerking gevraagd.

## Verwante resoluties
- Resolutie 2105 Veiligheidsraad Verenigde Naties (2013)
- Resolutie 2159 Veiligheidsraad Verenigde Naties (2014)
- Resolutie 2231 Veiligheidsraad Verenigde Naties

Lijst ·  2196 ·  2197 ·  2198 ·  2199 ·  2200 ·  2201 ·  2202 ·  2203 ·  2204 ·  2205 ·  2206 ·  2207 ·  2208 ·  2209 ·  2210 ·  2211 ·  2212 ·  2213 ·  2214 ·  2215 ·  2216 ·  2217 ·  2218 ·  2219 ·  2220 ·  2221 ·  2222 ·  2223 ·  2224 ·  2225 ·  2226 ·  2227 ·  2228 ·  2229 ·  2230 ·  2231 ·  2232 ·  2233 ·  2234 ·  2235 ·  2236 ·  2237 ·  2238 ·  2239 ·  2240 ·  2241 ·  2242 ·  2243 ·  2244 ·  2245 ·  2246 ·  2247 ·  2248 ·  2249 ·  2250 ·  2251 ·  2252 ·  2253 ·  2254 ·  2255 ·  2256 ·  2257 ·  2258 ·  2259